# Japonisme

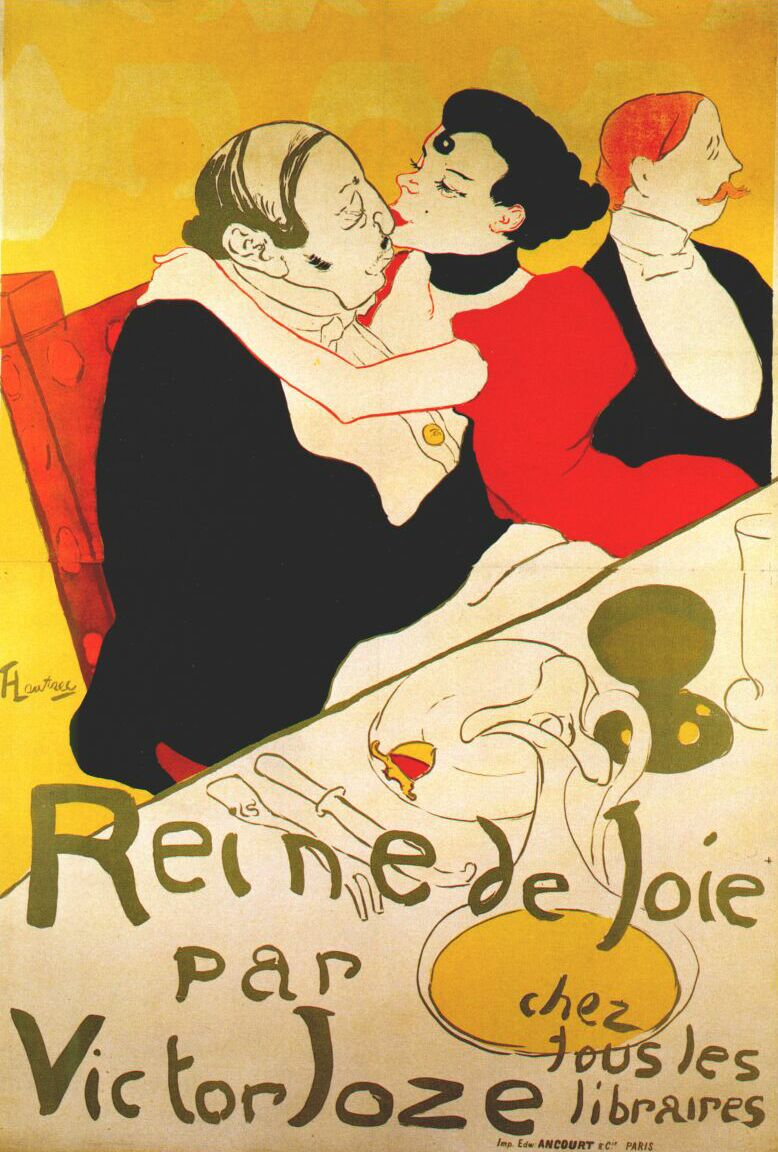
Henri de Toulouse-Lautrec cartell litogràfic de 1892.

Japonisme és un terme que es refereix a la influència de l'art japonès a l'art occidental. La paraula es va usar per primera vegada per Jules Claretie en el seu llibre L'Art Francais en 1872 publicat aquell any. Les obres creades a partir de la transferència directa de principi de l'art japonès sobre l'occidental, especialment les realitzades pels artistes francesos, reben comunament la denominació de japonesque o japonaiserie, un terme encunyat per van Gogh.
L'art i l'artesania japonesa va ser una de les principals atraccions de l'Exposició Universal de Londres de 1862. Des d'aleshores els ukiyo-e (xilografia japonesa) es van convertir en font d'inspiració per a molts pintors, començant pels impressionistes, continuant amb els postimpressionistes i modernistes de finals del segle xix, i finalment per als cubistes de començaments del segle xx; tots ells interessats per l'asimetria i la irregularitat de l'art japonès. Es van veure especialment afectats per la falta de perspectiva, llum sense ombres, les àrees planes de colors vibrants, la llibertat de composició en col·locar els subjectes descentrats, organitzats en eixos diagonals baixos al fons, en la seva major part. Aquestes són les principals característiques de l'art japonès que va influir en els artistes occidentals. Aquests elements estaven en contrast directe amb la tradició artística occidental i van ser assumits per la pintura rupturista del segle xix i les avantguardes del segle xx, com a recursos alliberadors de les convencions academicistes.

## Història
Durant l'era Kanei (1848 - 1854), els vaixells mercants estrangers van començar a arribar al Japó. Després de la restauració Meiji (1868), Japó va acabar amb un llarg període d'aïllament nacional i es va obrir a les importacions de l'Occident, incloent la fotografia i les tècniques d'impressió; alhora, les làmines ukiyo-e i la ceràmica japonesa, seguits amb el pas del temps per teixits japonesos, bronzes i esmalts i d'altres arts van arribar a Europa i Amèrica i aviat van guanyar popularitat.

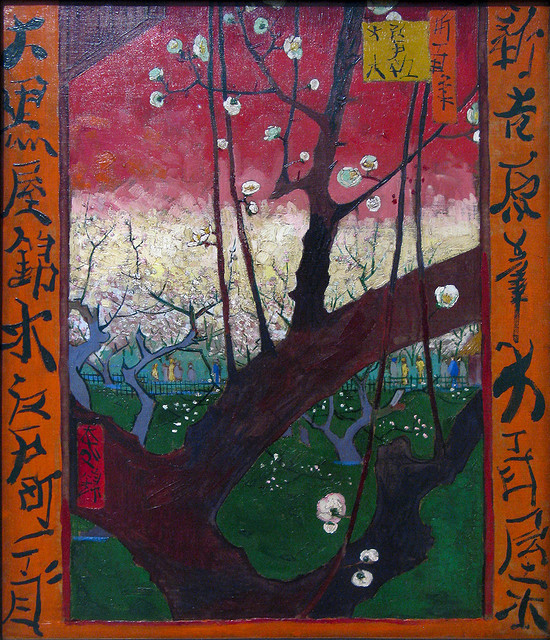
Vincent Van Gogh, El pruner en flor (inspirat en Hiroshige), 1887.

El japonisme va començar amb la moda de col·leccionar art japonès, en particular estampes ukiyo-e, de les quals els primers exemples es van veure a París. Al voltant de 1856 l'artista francès Félix Bracquemond va trobar una còpia del llibre d'esbossos Hokusai Manga en el taller del seu impressor; havien estat usats com a material d'embalatge en una comanda de porcellana. El 1860 i 1861 reproduccions en blanc i negre d'ukiyo-e es publicaven en llibres sobre Japó. Baudelaire va escriure en una carta el 1861: «Fa un temps vaig rebre un paquet de japonneries. Les he repartides entre els meus amics», i a l'any següent La Porte Chinoise, una botiga que venia diversos productes japonesos incloïen estampes, es va obrir al carrer de Rivoli, el carrer comercial més a la moda de París.
El 1871 Camille Saint-Saëns va escriure una òpera en un acte, La Princesse jaune segons llibret de Louis Gallet, en el que una noia holandesa està gelosa de la fixació del seu amic artista per un gravat ukiyo-e.
Al començament, malgrat el contacte inicial de Braquemond amb una de les obres mestres clàssiques d'ukiyo-e, la major part de les estampes que arribaven a l'Occident eren obra d'artistes japonesos contemporanis dels anys 1860 i 1870, i va caldre que passés un temps fins que el gust occidental accedís i apreciés als grans mestres de generacions anteriors.
Els col·leccionistes francesos, escriptors i crítics d'art van realitzar molts viatges al Japó en els anys 1870 i 1890, el que va portar la publicació d'articles sobre estètica japonesa i la creixent distribució de làmines de l'era Edo a Europa, especialment a França. Entre ells, l'economista liberal Henri Cernuschi, el crític Théodore Duret (tots dos en 1871-1872), i el col·leccionista britànic William Anderson, qui va viure durant alguns anys en Edo i va ensenyar medecina. La col·lecció d'Anderson ha estat adquirida pel Museu Britànic. Alguns marxants d'art japonesos posteriorment van residir a París, com a Tadamasa Hayashi i Jijima Hanjur. L'Exposició Universal de París de 1878 va mostrar moltes peces d'art japonès.

## Artistes i moviments

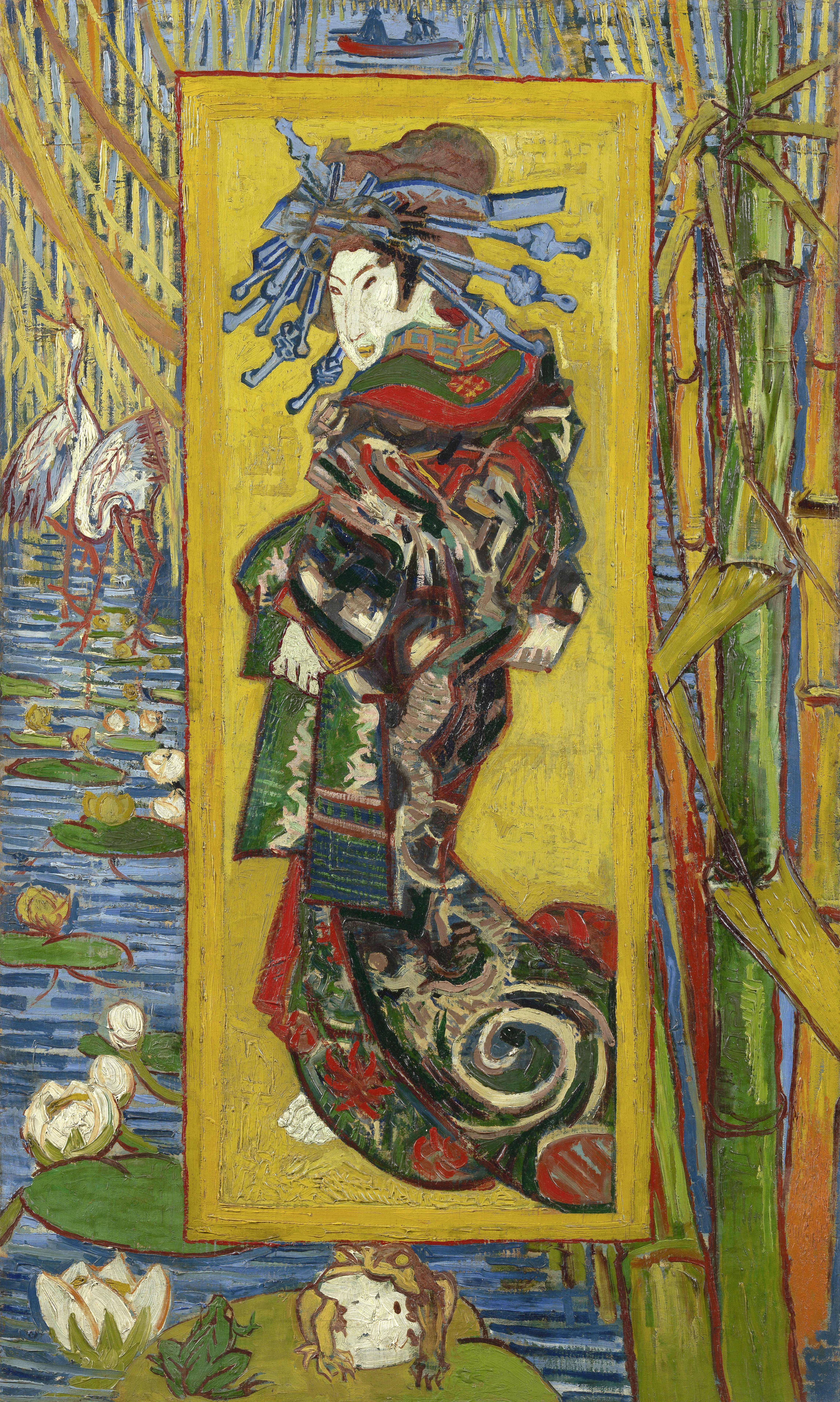
Van Gogh, La courtisane (inspsirada en Kesai Eisen), 1887.

Els artistes japonesos que van tenir gran influència van ser, entre d'altres, Utamaro i Hokusai. Curiosament, mentre l'art japonès es feia popular a Europa, al mateix temps, la bunmeikaika (文明開化, «Occidentalització») va portar a una pèrdua de prestigi per a aquestes estampes al Japó.
Entre els artistes que es van veure influïts per l'art japonès van estar Manet, Pierre Bonnard, Henri de Toulouse-Lautrec, Mary Cassatt, Degas, Renoir, James McNeill Whistler, Monet, Van Gogh, Camille Pissarro, Paul Gauguin, i Klimt. Alguns artistes, com ara Georges Ferdinand Bigot, fins i tot es van mudar al Japó a causa de la seva fascinació amb l'art japonès.
Encara que es va rebre la influència en tota mena de medis artístics, va influir sobretot en la il·lustració, sense que això sigui sorprenent, encara que la litografia, no la xilografia, va ser el medi més popular. Les làmines i cartells de Henri de Toulouse-Lautrec a penes poden imaginar-se sense la influència japonesa. No va ser fins Félix Vallotton i Paul Gauguin que la mateixa xilografia es va usar molt per a obres «a la japonesa», i aleshores, en la seva major part, en blanc i negre.
James McNeill Whistler va ser important a l'hora d'introduir a Anglaterra l'art japonès. Se'l va reconèixer a París el centre de tot l'art japonès, i Whistler va adquirir una bona col·lecció durant la seva estada allà.
Diverses pintures de Van Gogh imiten l'estil i els temes ukiyo-e. Per exemple, Le Père Tanguy, el retrat del propietari d'una botiga de material artístic, mostra sis diferents ukiyo-e a l'escena del fons. Va pintar La courtisane el 1887 després de trobar un ukiyo-e de Kesai Eisen a la portada de la revista Paris Illustré el 1886. En aquesta època, en Anvers, ja estava col·leccionant estampes japoneses.
En termes musicals, pot dir-se que Giacomo Puccini va usar el japonisme a Madama Butterfly, i més tard a Turandot. L'opereta de Gilbert i Sullivan El Mikado es va inspirar per l'exposició japonesa a Knightsbridge, Londres.
Ukiyo-e, amb les seves línies corbes, superfícies de patró i buits per contrast, i el caràcter pla del seu plànol pictòric, també van inspirar el modernisme. Alguns patrons de línies i revolts es van convertir en clixés gràfics que més tard es van trobar a les obres d'artistes de tot el món. Aquestes formes i blocs plans de color van ser els precursors de l'art abstracte.